# 姿なき殺人
『姿なき殺人』（すがたなきさつじん、原題・Berserk）は、1967年に製作・公開されたイギリスのホラー映画・スリラー映画である。ジョーン・クロフォードがハーマン・コーエン製作作品に出演した2作品の内の1作である。

## キャスト
- モニカ・リヴァース（サーカス団長）：ジョーン・クロフォード
- フランク・ホーキンス：タイ・ハーディン
- マティルダ：ダイアナ・ドース
- アルバート・ドランド：マイケル・ガフ
- アンジェラ（モニカの娘）：ジュディ・ギーソン

## スタッフ
- 製作：ハーマン・コーエン
- 監督：ジム・オコノリー（英語版）
- 脚本：ハーマン・コーエン、エイベン・カンデル
- 音楽：ジョン・スコット
- 撮影：デズモンド・ディキンソン（英語版）
- 編集：レイモンド・ポールトン（英語版）
- 美術：モーリス・ペリング（英語版）
- 衣裳：ジェイ・ハッチンソン・スコット
- ジョーン・クロフォードのレオタードデザイン：イーディス・ヘッド（クレジットなし）